# Fatick
Fatick  este un oraș  în Senegal. Este reședința regiunii omonime.